# Agnes van Silezië
Agnes van Silezië-Glogau (rond 1293 — 25 december 1361) was via haar huwelijk gravin van Hals en hertogin van Neder-Beieren. Ze behoorde tot het huis Piasten.

## Levensloop
Ze was een dochter van Hendrik III van Glogau en van Mathilde van Brunswijk-Lüneburg. Zij huwde op 18 mei 1309 met hertog Otto III van Beieren, die van 1305 tot 1308 als Béla V ook koning van Hongarije was en ruim 30 jaar ouder dan zij. Het paar kreeg de volgende kinderen:
- Agnes (1310-1360), gehuwd met graaf Hendrik III van Ortenburg (-1360)
- Hendrik XV van Beieren (1312-1333).

Na het overlijden van haar echtgenoot hertrouwde Agnes in 1319 met graaf Alram van Hals (†1331). Zij kreeg met hem nog een dochter. Na diens overlijden trok ze zich terug in het klooster Seligenthal nabij Landshut. Ze stierf er in 1361 en werd daar ook begraven.